# Maria-Tenhemelopneming (Titiaan)
Maria-Tenhemelopneming is een schilderij, uitgevoerd in olieverf op paneel,  van de hand van de Italiaanse kunstschilder Titiaan, gemaakt in 1516–1518. Het schilderij bevindt zich boven het hoofdaltaar in de Basilica di Santa Maria Gloriosa dei Frari, een kerk in Venetië. Het meet 690 bij 360 cm. Het was, zo staat in zijn Reis-impressies, in Louis Couperus' ogen het "juweel van Venetië". Oscar Wilde vond het "certainly the best picture in Italy". Destijds hing het schilderij in de Academia. Het schilderij keerde in 1918 terug naar het altaar van de kerk waarvoor het was gemaakt. In dezelfde kerk bevindt zich ook Titiaans Pesaro-Madonna.

## Geschiedenis
Toen de franciscanen in 1516 een groot altaarstuk wilden laten schilderen, waren Bellini en Giorgione kort ervoor gestorven. Zo kreeg de nog relatief jonge Titiaan de kans. Hij leverde een schilderij in olieverf op paneel dat 690 centimeter hoog en 360 centimeter breed is. Het heeft Titiaan in een klap beroemd gemaakt en bracht hem onder de aandacht van keizer Karel V.
Vorm, grootte en compositie zijn afgestemd op het interieur van de grote kerk. De compositie is helder; het schilderij is in drie zones of vlakken opgedeeld. De sfeer van de verbijsterde mensen op aarde, de sfeer van Maria en de engelen en bovenaan de ronde, daarmee volmaakte en in een gouden licht gehulde sfeer van God. Ton sur ton (goud op gouden achtergrond) is rondom de zwevende godsfiguur een kring van serafijnen geschilderd. 
Vanuit het schip wordt het schilderij al als het ware omlijst door de doorgang in het witte marmeren koorhek. Het schilderij is in een marmeren omlijsting vlak boven het hoogaltaar geplaatst. Voor het oog wordt op het schilderij zelf rondom Maria en God nog een derde lijst, in dit geval door de afgebeelde engelen, gevormd.

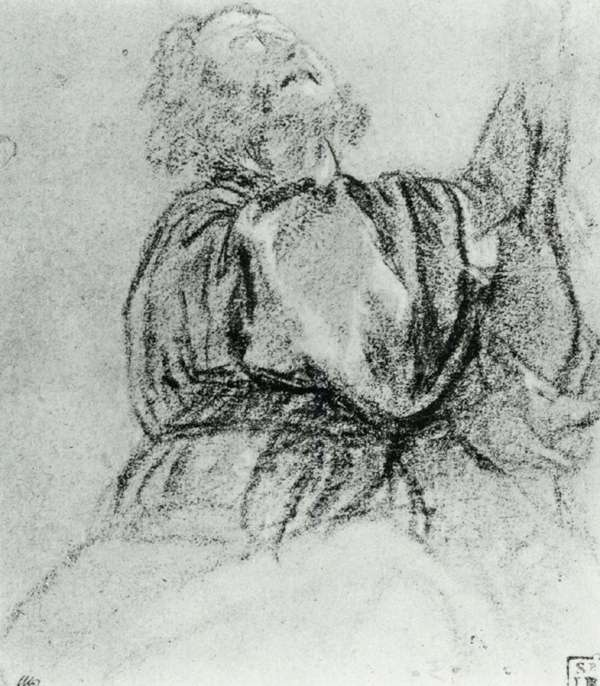
Enige bewaarde voorstudie: De apostel Petrus, ca. 1516, 157 × 134 mm, Londen, British Museum, inv. nr. 1895-9-15-823

Het schilderij was een van de kunstschatten die Napoleon Bonaparte van de Venetianen opeiste, toen de Fransen Noord-Italië hadden veroverd. Het kwam als oorlogsbuit in het Louvre te hangen. Na de val van Napoleon in 1815 keerde het terug naar Venetië, maar niet naar de Frari. Eerst kwam het in de Scuola Grande della Carità te hangen. Het werd later in een museum, de Academia tentoongesteld en keerde pas in 1918 terug naar de plaats waarvoor het was geschilderd.

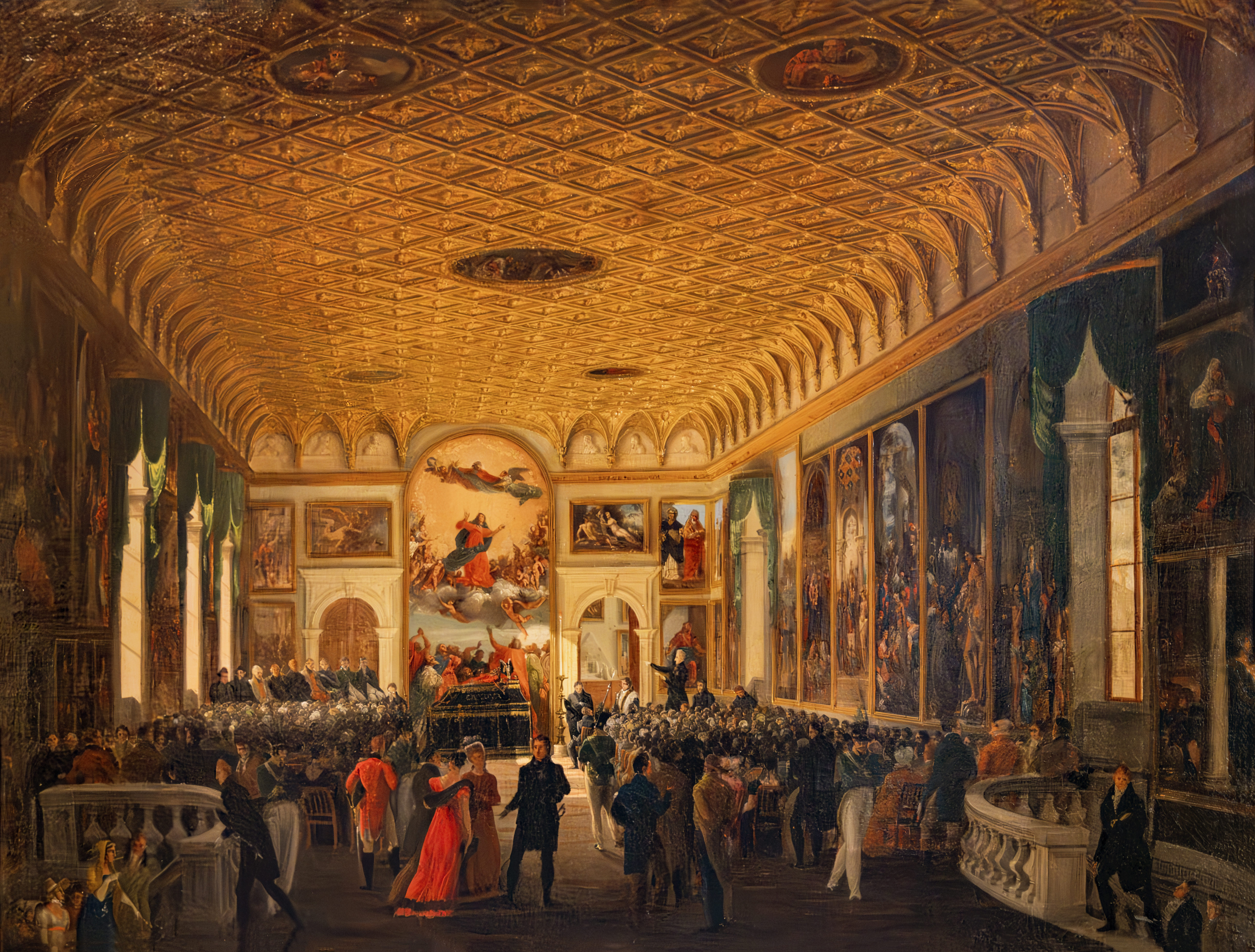
Het schilderij bevond zich in 1822 in de Scuola Grande della Carità

Jacopo Pesaro, bisschop van Paphos, door paus Alexander VI Borgia voorgesteld aan de heilige Petrus (circa 1503-1512) · Verrezen Christus (1507-1512) · Madonna met kind tussen de heiligen Antonius van Padua en Rochus (circa 1510) · Zigeunermadonna (circa 1510) · Tronende Sint-Marcus met heiligen (circa 1510-11) · De doop van Christus (1511-12) · Portret van de Venetiaanse schilder Giovanni Bellini (circa 1511-12) · Sacra conversazione van Balbi (ca. 1512-1514) · Noli me tangere (circa 1514) · Flora (circa 1515) · Maria-Tenhemelopneming (circa 1516-18) · Pesaro-Madonna (1519-1526) · Aldobrandini-Madonna (ca. 1530) · Madonna met het konijn (1530) · De presentatie van Maria in de tempel (1534-38) · La Bella (1536-38) · Venus van Urbino (1538) · Johannes de Doper (ca. 1540) · Portret van ambassadeur Gabriel de Luetz d'Aramont (1541-42) · Portret van Clarissa Strozzi (1542) · Ecce Homo (1543) · De ontvoering van Europa (1560-62) · Pietà (circa 1575)